# Apostolska konstitucija
Apostolska konstitucija (lat. constitutio apostolica) je najviša razina uredbe koju donosi papa.
Pojam "konstitucija" odnosio se na bilo koji važni zakon, koji je donosio rimski car, a zadržao se u crkvenim dokumentima zbog nasljedstva, koje je kanonsko pravo Rimokatoličke Crkve dobilo od rimskog prava.
Po svojoj prirodi, apostolske konstitucije se obraćaju javnosti. Odnose se na važna pitanja Crkve, kao što je donošenje zakona ili konačna učenja. Obrasci dogmatska konstitucija i pastoralna konstitucija ponekad se koriste da se više opisno da svrha tog dokumenta.
Apostolske konstitucije donose se kao papinske bule, zbog njihovog svečanog, javnog oblika. Druga najveća kategorija dekreta, ispod apostolske konstitucije je enciklika.

## Uvod
(Ime pape), biskup

Sluga slugu Božjih

Na trajan spomen.

## Poveznice
- Apostolska konstitucija "Poenitemini"
- Apostolska konstitucija "Fidei depostium"
- Apostolska konstitucija "Anglicanorum coetibus"